# Llanidan
Llanidan è una community nel sud-ovest dell'isola di Anglesey, in Galles. Si trova lungo lo stretto di Menai, circa 6 chilometri a nord-est di Caernarfon (attraverso lo stretto).
La parrocchia della chiesa di San Nidan è vicina all'autostrada A4080, poco ad est di Brynsiencyn. Sono presenti le rovine dell'antica chiesa di San Nidan.

## Storia
Si dice che qui approdò, nel 78, Agricola, che provò a pacificare gli Ordovici del nord-ovest del Galles e Anglesey, in un luogo noto come Bryn Beddau, ("La collina di Graves" in gallese).
Nel Medioevo, la parrocchia faceva parte del commote di Menai.

## Brynsiencyn
Brynsiencyn è un piccolo villaggio, in cui risiedono poche centinaia di persone. C'è un ufficio postale, negozi e un pub. Vi trova anche una scuola e una grande cappella.